# Кто виноват? (песня)
«Кто винова́т?» — песня группы «Воскресение», написанная в 1974—1975 годах Алексеем Романовым. Вошла в состав дебютного альбома группы — «Воскресение 1». Одна из наиболее узнаваемых песен коллектива, была прозвана «Первым пессимистическим гимном советских хиппи». Занимает 9-е место в списке 100 лучших песен русского рока в XX веке по версии радиостанции «Наше радио».

## История
Алексей Романов в период с 1974 по 1975 год выступал в составе группы «Машина времени» Андрея Макаревича. Примерно в то же время им была написаны музыка, а чуть позже текст песни «Кто виноват». Романов захотел написать «асимметричные» стихи. Позже к произведению была сочинена другая музыка. Песня «Кто виноват?» наряду со «Снежной бабой» вошла в репертуар группы «Кузнецкий мост», в которой какое-то время пел и играл Романов.
В первой половине 1979 года два музыканта группы «Машина времени» решили создать собственную группу. Весной коллектив покинул барабанщик Сергей Кавагоэ, а в июне — басист Евгений Маргулис, объединившиеся с Алексеем Романовым в группу «Воскресение». Последними были приглашёны Алексей Макаревич и Андрей Сапунов.
В том же, 1979 году, была начата запись первого альбома группы, костяк которого составили несколько песен Романова, в том числе и «Кто виноват». Работа шла в учебной студии ГИТИСа. Готовые записи были переданы знакомому музыкантов Дмитрию Линнику, работавшему на радио. Благодаря Линнику песня впервые появилась в эфире Всемирной службы Московского радио (англ. Radio Moscow World Service), созданного в преддверии Летней Олимпиады-80 для придания Советскому Союзу образа «демократичности». Несмотря на то, что RMWS вещало на Запад, радиостанцию можно было слушать на средних волнах в Москве и окрестностях. Композиция «Кто виноват?» стала одним из главных хитов сезона, так, в декабрьском списке (№ 60) хит-парада «Звуковая дорожка» газеты «Московский комсомолец» она заняла 5-е место, опередив «Поворот» группы «Машина времени».
В статье «Рагу из синей птицы», критикующей творчество группы «Машина времени», строки из песни: «ты всё ждёшь, что ты когда-нибудь умрёшь…» ошибочно приписываются перу Андрея Макаревича.
Песня была издана на трёх из четырёх студийных альбомов группы «Воскресение», так как по словам Алексея Романова «их [издателей], кроме „Кто виноват“, больше вообще не интересует, что ещё войдет на эти диски. Ими, видимо, просто движет огромное желание отметиться под выпуском бессмертного шлягера».

## Исполнители
- Алексей Романов — вокал, ритм-гитара
- Андрей Сапунов — бэк-вокал, соло-гитара
- Евгений Маргулис — бас-гитара, губная гармоника
- Алексей Макаревич — гитара
- Сергей Кавагоэ — ударные

Технический персонал
- Александр Кутиков — звукорежиссёр

## Цитаты о песне
Ведь тогда вдруг оказалось, что мы поём что-то очень острое, диссидентское… Но в той же «Кто виноват?» не сказано ничего особенного. Никакой подоплеки! Мало ли кто от чего устал, и чего не нашёл… Видимо сработало то, что в заглавие вынесены такие классические для русской литературы слова.Алексей Романов
А получается, что её невозможно не играть… Я не хотел играть эту песню тогда — и не играл. А потом вышло, что все равно играешь по правилам, только их никто тебе не диктует. Надо играть хиты — будем, пока не сдохнем.Алексей Романов